# Прекрасният нов свят
„Прекрасният нов свят“ (на английски: Brave New World) е роман на Олдъс Хъксли, издаден през 1932 година. Определян е от самия автор като антиутопичен. Заглавието на романа идва от реплика на Миранда от „Бурята“ на Шекспир (действие 5, сцена 1):
„О, чудо! Колко
красиви същества! Ах, как прекрасни
били човеците! И как щастлив си
със тях, нов свят!“ 

## Сюжет
Внимание:  Текстът по-долу разкрива сюжета на произведението (или части от него)!
Действието в книгата се развива в далечното бъдеще (26 век), когато развитието на технологията за изкуствено възпроизвеждане, евгениката и хипнопедията са основните фактори за формиране на обществото. Тези промени са довели до създаването на свят, в който човечеството е успяло да премахне войната, бедността и болестите. Всички жители на Земята са безгрижни и постоянно щастливи, но цената, която плащат за постигането на тази идилия е загубата на силните чувства, семейството, изкуствата и разнообразието в културата.